# Bernd Hakenjos
Bernd Hakenjos (* 13. Februar 1945 in St. Georgen im Schwarzwald; † 26. Juli 2006 in Düsseldorf) war ein deutscher Kunsthistoriker und langjähriger Direktor des Hetjens-Museums/Deutsches Keramikmuseum in Düsseldorf. Einem breiten Publikum wurde er durch die Sendung Kunst und Krempel des Bayerischen Fernsehens bekannt, in der er als Experte für die beiden Fachgebiete Porzellan und Glas entsprechende Kunstgegenstände begutachtete und bewertete.

## Werdegang
Hakenjos, der noch in seinem Geburtsjahr nach Düsseldorf kam, studierte von 1966 bis 1972 Kunstgeschichte, Archäologie und Theaterwissenschaften in Köln und Paris. 1973 promovierte er über Keramik, Glas und Möbel des französischen Jugendstil-Künstlers Emile Gallé. Nach seiner Promotion trat Hakenjos eine Stelle im Hetjens-Museum in Düsseldorf an, dessen Leitung er 1996 in Nachfolge von Joachim Naumann übernahm. Seine erste Ausstellung galt der „Europäischen Keramik des Jugendstils“; der Ausstellungskatalog zählt bis heute zu den Standardwerken. Ab 1988 nahm er regelmäßig an der Fernsehsendung Kunst und Krempel teil. 
Hakenjos verstarb nach langer Krankheit im Alter von 61 Jahren an einem Krebsleiden. Nachfolgerin als Direktorin des Hetjens-Museums wurde Sally Schöne.

## Publikationen (Auswahl)
- Sèvres-Porzellan vom 18.Jahrhundert bis zur Gegenwart. Düsseldorf 1975.
- Keramik von Emile Gallé. Eigenverlag, Düsseldorf und Mettlach/Saar 1981.
- Marokkanische Keramik. edition hansjörg mayer, Stuttgart 1988.
- Bernd Hakenjos (Bearbeiter): Skulptur aus dem Feuer. Heinz Mack - Keramische Werke., DuMont, Köln 1998.
- Bernd Hakenjos und Susanne Jauernig: Böttger-Steinzeug und -Porzellan, Düsseldorf 2004.